# Königreich Hwicce

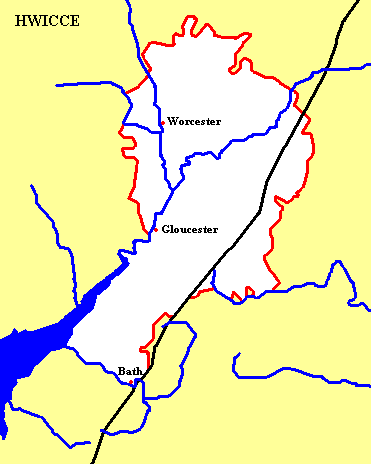
Ungefähre Lage des Königreiches Hwicce

Hwicce, auch Hwicca oder Wiccia, war eines der Königreiche im angelsächsischen Britannien in der Zeit der Heptarchie. Seine genauen Grenzen sind unbekannt, doch stimmte es etwa mit der alten Diözese von Worcester überein und umfasste die heutigen Gebiete Worcestershire, Gloucestershire (mit Ausnahme des Forest of Dean), die südliche Hälfte von Warwickshire und die Umgebung von Bath.

## Namensherkunft
Der Name Hwicce hatte im altenglischen die Bedeutung „Kasten“, „Kiste“ oder „Truhe“. Es wurde allerdings bezweifelt, dass sich die Bezeichnung des Königreichs Hwicce darauf zurückführen lässt; eine alternative Erklärung ist die Herleitung von den Gewissæ (auch Gewisse), eine sächsische Volksgruppe, die gegen Ende des 5. Jahrhunderts an der oberen Themse in England siedelte.
Er hat sich bis heute in den Ortsnamen Wychwood (Oxfordshire) und Whichford (Warwickshire) und im Namen des Distrikts Wychavon in Worcestershire erhalten. 
Im Tribal Hidage wurde die Größe Hwicces mit 7.000 Hides angegeben, was der Fläche der Königreiche Essex oder Lindsey entsprach.

## Geschichte
Das Gebiet, zumindest der südliche Teil, wurde 577 in der Schlacht von Deorham von den Westsachsen des Königreichs Wessex unter Ceawlin erobert. Die Besiedlung des nördlichen Teils erfolgte durch organisierte Gruppen der Angeln. Die frühe, noch heidnische angelsächsische Besiedlung ist überwiegend im Osten Hwicces, im Tal des Flusses Avon und in Cotswolds, in Form von einigen hundert Gräbern mit Grabbeigaben nachzuweisen. Seit dem frühen 7. Jahrhundert konnten überwiegend beigabenlose Bestattungen nachgewiesen werden, die nicht zwangsläufig auf die Christianisierung zurückgeführt werden, sondern auch als Übernahme romano-britischer Bräuche angesehen werden.
Bereits vor dem Jahr 603, als Augustinus von Canterbury „an den Grenzen der Wiccii und Westsachsen“ eine Bischofskonferenz abhielt, hatte sich Hwicce von Wessex gelöst. Das Königreich Hwicce ging möglicherweise aus einem romano-britannischen Vorgängerstaat hervor. Es entsprach etwa dem Siedlungsgebiet der britannischen Dobunni. Im Jahr 628 besiegte König Penda von Mercien Wessex in der Schlacht von Cirencester und scheint das Königreich Hwicce unter seine Vorherrschaft gebracht zu haben. Religiöses Zentrum des Königreiches war der Bischofssitz Worcester. Wahrscheinlich ging die Schaffung des Königreiches Hwicce auf die Vereinigung des anglischen Nordens mit dem sächsischen Süden durch Penda zurück.

## Herrscher von Hwicce

### Könige von Hwicce
Die Könige waren wahrscheinlich untereinander verwandt und bildeten eine Dynastie. Ein Stammbaum der Könige ist nicht erhalten, weshalb unklar ist, inwieweit die Dynastie mit der von Wessex oder Mercia verbunden war. Die königliche Familie ist überwiegend nur durch Urkunden bekannt. Auffallend ist die mehrmals vorkommende gemeinsame Herrschaft von Brüdern. Das Königshaus stiftete mehrere Klöster und Abteien, deren Leitung oftmals weiblichen Familienangehörigen übertragen wurde.
Die ersten bekannten Könige waren die beiden Brüder Eanhere und Eanfrith, Zeitgenossen von Wulfhere (658–674/675) von Mercia, die um 660 gemeinsam regierten. Beide Könige waren Christen, ebenso wie das Volk von Huicci (Hwicce). Eanfriths Tochter Eaba (auch Eafe, Ebba) wurde mit Æthelwalh dem König von Sussex vermählt und um 681 als regina (Königin) erwähnt.
König Osric (um 680) und sein Bruder Oswald, der politisch nicht hervortrat, stammten aus einer vornehmen Familie. Er war ein Zeitgenosse von Æthelred von Mercien (674/675–704), dem er Gefolgschaft schuldete. Im Jahr 675 stiftete Osric in Bath Land zur Errichtung eines Nonnenklosters unter der Äbtissin Berta. Die Abtei von St. Peter in Gloucester ließ er 679 erbauen. Der um 680 gegründete Bischofssitz Worcester wurde von Osric und seinen Nachfolgern großzügig mit Ländereien ausgestattet. Zu Osrics Zeit wirkte Wilfrid, der Bischof von York, in Hwicce.
Ihm folgte rex (König) Oshere (um 690), der vor 716 starb. Osheres Söhne Æthelheard (vor 706–?) und Æthelweard (vor 706–716) folgten als subregulus (Unterkönig) gemeinsam auf den Thron. Dann ging die Herrschaft auf deren Bruder Æthelric (?–736) über. Æthelric unterschrieb als subregulus atque comes (Unterkönig und Gefolgsmann) eine Urkunde Æthelbalds von Mercia.
Zu Beginn der Herrschaft von Offa von Mercien (757–796) wurde Hwicce von den drei Brüdern Eanberht (755–759?), Uhtred (755–nach 779) und Ealdred (755–nach 778), die den Titel regulus (Kleinkönig) trugen, regiert. Offa konnte seinen Einfluss in Hwicce stärken und um 778 wurde Ealdred in einer Urkunde als subregulus (Unterkönig) tituliert.

### Ealdormen von Hwicce
Nach ihnen schien der Titel eines Königs nicht mehr vergeben worden zu sein. In den 780er Jahren verschmolz Offa Mercien und Hwicce. Hwicce wurde nun von einem Ealdorman verwaltet. Im Jahr 802 fiel der Ealdorman Æthelmund in einer Schlacht gegen Wessex. Vermutlich wurde sein Sohn Æthelric sein Nachfolger. Das Gebiet blieb unter der Herrschaft von Mercien bis zum Fall dieses Königreichs. Unter Earl Æthelred kam es zwischen 877 und 883 mit dem Rest von Mercien zu König Alfred.
Im 10. Jahrhundert wurde das Territorium in die shires Worcestershire und Gloucestershire aufgeteilt; Teile wurden Warwickshire und Winchcombeshire eingegliedert. Leofwine, Vater des Leofric von Mercia und Schwiegervater der Godgifu (Lady Godiva), war im frühen 11. Jahrhundert Ealdorman von Hwicce, doch hatte sich das Amt gewandelt und war über die regionale Bedeutung hinausgewachsen.